# Show Me Your Love (album)
Show Me Your Love – debiutancki album studyjny ukraińskiej piosenkarki Tiny Karol wydany 16 maja 2006 roku nakładem wytwórni Lavina Music Records. 
Na płycie znalazło się trzynaście utworów, w tym m.in. ukraińskojęzyczna wersja kolędy „Cicha noc” oraz dwa remiksy singla „Show Me Your Love”. Utwór był nagrywany w Angel Sound Studio w Kijowie.

## Single
Pierwszym singlem z płyty został utwór „Wysze obłakow”, który ukazał się w 2005 roku. 
W 2006 roku premierę miał drugi singiel promujący album, którym została piosenka „Show Me Your Love”. Numer reprezentował Ukrainę w 51. Konkursie Piosenki Eurowizji i zajął ostatecznie siódme miejsce po zdobyciu łącznie 145 punktów, w tym m.in. maksymalnej noty 12 punktów od Portugalii oraz not 10 punktów od Armenii, Białorusi i Rosji.

## Lista utworów
Sporządzono na podstawie materiału źródłowego.
| Nr  | Tytuł utworu                      | Słowa         | Muzyka                        | Długość |
| --- | --------------------------------- | ------------- | ----------------------------- | ------- |
| 1.  | „Money Doesn’t Metter”            | Florence Tonk | Michaił Niekrasow             | 3:54    |
| 2.  | „Russian Boy”                     | Paweł Szyłko  | Michaił Niekrasow             | 3:13    |
| 3.  | „Life Is Not Enough”              | Paweł Szyłko  | Michaił Niekrasow             | 3:20    |
| 4.  | „Honey”                           | Paweł Szyłko  | Michaił Niekrasow             | 3:01    |
| 5.  | „Love of My Life”                 | Paweł Szyłko  | Brandon Stone                 | 3:08    |
| 6.  | „Show Me Your Love”               | Paweł Szyłko  | Michaił Niekrasow, Tina Karol | 2:56    |
| 7.  | „Тiha nicz”                       | Paweł Szyłko  | Michaił Niekrasow             | 2:10    |
| 8.  | „Honey” (Fiesta Edit)             | Paweł Szyłko  | Michaił Niekrasow             | 3:20    |
| 9.  | „Money Doesn’t Metter” (Remake)   | Paweł Szyłko  | Michaił Niekrasow             | 3:16    |
| 10. | „Show Me Your Love” (Radio Remix) | Paweł Szyłko  | Michaił Niekrasow             | 3:34    |
| 11. | „Show Me Your Love” (Club Remix)  | Paweł Szyłko  | Michaił Niekrasow             | 5:20    |
| 12. | „Wysze obłakow”                   | Paweł Szyłko  | Michaił Niekrasow             | 3:19    |
|     |                                   |               |                               | 40:31   |